# Tamimi
Pour les articles homonymes, voir Tamimi (homonymie).
Les Tamimi, qui font partie des Banu Tamim ou Bani Tamim (بنو تميم), est une tribu arabe principalement présente en Arabie saoudite. Avec une présence en Algérie, Tunisie, Palestine, au Maroc et dans une moindre mesure en Libye à la suite de la dynastie Aghlabide.

## Histoire
Ils vivent principalement au Nejd (Arabie centrale), l'Irak central et méridional (Bassorah et Diyala), ainsi que dans les provinces iranienne du Khouzestan et du Khorassan.
Les membres de cette tribu sont identifiables à leurs noms, « Al-Tamimi » ou « al-Tamīmī » qu'on peut également orthographier par « Al-Timimi » et « Al-Temimi », « Tamimi » ou « Tamim ».
La tribu est apparue au Ier siècle. L'ancêtre de la tribu, Tamīm ibn Murr, aurait rencontré un des disciples de Jésus-Christ. Par leur ancêtre, les membres de la tribu considèrent qu'ils sont les descendants d'Adnan et des prophètes Ismaël et Abraham. Elle eut une longue guerre tribale avec les Banu Taghlib, la guerre d'El Basous (ou Basûs), de 494 à 534 environ.
La tribu, occupait au VIe siècle la partie orientale de la péninsule avant de jouer un rôle important avec l'apparition de l'Islam. Ils sont entrés en contact avec Mahomet en l'an VIII de l'hégire, mais ils ne se sont pas convertis immédiatement à l'Islam. Un hadith du Sahih al-Bukhari rapporte que pour Mahomet, les Tamim combattront l'antéchrist à la fin du monde : « J’aime les gens de la tribu des Bani Tamim depuis que j’ai entendu trois choses de la part du Messager de Dieu à leurs propos. Je l’ai entendu dire : « Ces gens résisteront contre le Dajjal », ou encore, « Ne dites rien sur les Bani Tamim sauf de bonnes choses, car ce sont ceux qui combattront le plus rigoureusement le Dajjal. »
Ce sont les premiers à avoir rejeté l'autorité du calife Abu Bakr, au moment de la grande apostasie (Ridda). Ils ont participé à la révolution des Abbassides après avoir soutenu les Kharijites.
Le fondateur de la dynastie des Aghlabides en Afrique du Nord, appartient aux Tamim du Khorasan, ils vivent actuellement au Maroc.[réf. nécessaire]
Mohamed ibn Abd al-Wahhab, en Arabie, lui-même issu de la tribu, est l'initiateur du courant wahhabite. 
Au Qatar, la famille princière al-Thani, descendante de la tribu, gouverne le pays depuis 150 ans. 
En Algérie la tribu était signalée par Al-Yaqubi dans le "kitab al-Buldan" dans la ville de Belezma, et de Ma'din,  repris par AA.Duri, la ville était en partie peuplée des Banu Tamim et de leurs clients[source insuffisante].
En Libye la tribu des Tamim était signalée par at-Tijani dans sa "relation de voyage" dans la ville de Tadjoura[source insuffisante].